# Dipsas oneilli
Dipsas oneilli är en ormart som beskrevs av Rossman och Thomas 1979. Dipsas oneilli ingår i släktet Dipsas och familjen snokar. Inga underarter finns listade i Catalogue of Life.
Artens utbredningsområde är Peru. Arten lever i landets norra del i Anderna mellan 1600 och 3500 meter över havet. Den vistas i halvtorra buskskogar och den besöker jordbruksmark. Honor lägger ägg.
För beståndet är inga hot kända. Antagligen har Dipsas oneilli bra anpassningsförmåga. IUCN listar arten som livskraftig (LC).